# Хуліо Лосано Діас
Хуліо Лосано Діас (27 березня 1885 — 20 серпня 1957) — віце-президент (1949–1954), а потім президент Гондурасу (1954–1956).

## Життєпис
Народився в місті Тегусігальпа. Фактично захопив пост президента 1954 року, після того як чинний президент Хуан Мануель Гальвес виїхав за кордон на лікування. У грудні, посилаючись на конституційну кризу після безрезультатних президентських виборів, проголосив себе верховним главою держави. Проте, не маючи підтримки виборців, а також зважаючи на проблеми зі здоров'ям, був змушений піти у відставку під тиском військовиків. Він виграв демократичні вибори 1956 року, але військова хунта визнала їх результати недійсними.
Діас помер наступного року в Маямі, Флорида.